# Naaktoogpunaduif
De naaktoogpunaduif (Metriopelia ceciliae) is een vogel uit de familie Columbidae (duiven). Deze soort is in 1845 beschreven door de Franse natuuronderzoeker René Primevère Lesson die deze vogel heeft genoemd naar zijn dochter Cécile.

## Verspreiding en leefgebied
Deze soort komt voor van Peru tot noordelijk Chili en telt drie ondersoorten:
- M. c. ceciliae: westelijk Peru.
- M. c. obsoleta: noordelijk Peru.
- M. c. zimmeri: van zuidelijk Peru tot noordelijk Chili, Bolivia en noordwestelijk Argentinië.